# Équipe cycliste WIT
L'équipe cycliste WIT est une équipe cycliste italienne créée en 2011 et ayant le statut d'équipe continentale. Elle est lancée en mars 2011, sur les bases de la Carmiooro-NGC[réf. souhaitée].

## Histoire de l'équipe
Fin 2010, la Carmiooro-NGC disparait, le manager Lorenzo Di Silvestro et quelques membres du staff ainsi que quelques coureurs réussissent a remonter une formation pour la saison 2011. Elle commence sa saison en mars 2011.
La saison 2011 est assez moyenne pour l'équipe qui ne remporte qu'une seule victoire : le Circuit de Wallonie en Belgique.
En 2012, l'équipe est suspendu par l'UCI du 31 mai au 31 décembre car son nombre de coureur est insuffisant.

## Classements UCI
L'équipe participe aux épreuves des circuits continentaux et principalement les courses du calendrier de l'UCI Europe Tour. Le tableau ci-dessous présente les classements de l'équipe sur les circuits, ainsi que son meilleur coureur au classement individuel. 
UCI Europe Tour
| Saison | Classement par équipes | Meilleur coureur au classement individuel |
| ------ | ---------------------- | ----------------------------------------- |
| 2011   | 83e                    | Diego Tamayo (393e)                       |

## WIT en 2012[2],[3]

### Effectif
| Cycliste              | Date de naissance | Nationalité | Équipe 2011                                 |
| --------------------- | ----------------- | ----------- | ------------------------------------------- |
| Fausto Fognini        | 18.11.1985        | Italie      | WIT                                         |
| Tyron Giorgieri       | 04.09.1988        | Albanie     | WIT                                         |
| Michele Merlo         | 07.08.1984        | Italie      | De Rosa-Ceramica Flaminia                   |
| Enrico Montanari      | 19.02.1985        | Italie      | WIT                                         |
| Ignacio Pérez         | 31.01.1987        | Argentine   |                                             |
| Gabriele Pizzaballa   | 04.10.1990        | Italie      | Palazzago Elledent Rad Logistica-MCipollini |
| Walter Proch          | 17.02.1984        | Italie      | Ora Hotels Carrera                          |
| Diego Tamayo          | 19.09.1983        | Colombie    | WIT                                         |
| Juan Sebastián Tamayo | 20.02.1989        | Colombie    | WIT                                         |
| Luca Zanasca          | 23.08.1983        | Italie      | WIT                                         |

### Victoires
Aucune victoire UCI.